# 2023年泛美運動會羽毛球比賽
2023年泛美運動會羽毛球比賽為第19屆泛美運動會的其中一項競賽項目，共產生五面金牌；賽事於2023年10月21日至10月25日在智利聖地牙哥紐尼奧阿的奧林匹克訓練中心舉行。世界羽聯給予本次賽會的參賽選手世界排名積分，亦為2024年夏季奧林匹克運動會羽毛球比賽積分賽事之一。

## 參賽運動員
本屆羽球比賽共有來自23個國家/地區的90名運動員參加，具體分布如下：
- 阿根廷（4）
- 巴巴多斯（1）
- 玻利维亚（1）
- 巴西（8）
- 加拿大（10）
- 智利（8）
- 哥伦比亚（2）
- 哥斯达黎加（1）
- 古巴（4）
- （4）
- 厄瓜多尔（2）
- 萨尔瓦多（6）
- 圭亚那（1）
- 海地（1）
- 独立运动员（7）
- 牙买加（4）
- 墨西哥（6）
- 巴拉圭（1）
- 秘鲁（6）
- 苏里南（1）
- 特立尼达和多巴哥（2）
- 美国（8）
- 委内瑞拉（2）

## 獎牌榜
| 排名                     | 国家 / 地区              | 金牌 | 銀牌 | 銅牌 | 总计 |
| ------------------------ | ------------------------ | ---- | ---- | ---- | ---- |
| 1                        | 加拿大                   | 4    | 0    | 1    | 5    |
| 2                        | 美国                     | 1    | 3    | 0    | 4    |
| 3                        | 巴西                     | 0    | 1    | 2    | 3    |
| 4                        | 独立运动员               | 0    | 1    | 1    | 2    |
| 5                        | 墨西哥                   | 0    | 0    | 3    | 3    |
| 6                        | 古巴                     | 0    | 0    | 1    | 1    |
| 6                        | 萨尔瓦多                 | 0    | 0    | 1    | 1    |
| 6                        | 秘鲁                     | 0    | 0    | 1    | 1    |
| 总计（共8个国家 / 地区） | 总计（共8个国家 / 地区） | 5    | 5    | 10   | 20   |

## 獎牌得主
| 項目             | 金牌                                        | 银牌                                           | 铜牌                                                |
| 男子單打（詳細） | 楊燦 · 加拿大（CAN）                        | 凯文·科登 · 独立运动员（EAI）                  | 烏列爾·坎胡拉 · 萨尔瓦多（ESA）                     |
| 男子單打（詳細） | 楊燦 · 加拿大（CAN）                        | 凯文·科登 · 独立运动员（EAI）                  | 路易斯·拉蒙·加里多 · 墨西哥（MEX）                  |
| 女子單打（詳細） | 张蓓雯 · 美国（USA）                        | 珍妮·蓋 · 美国（USA）                          | 陳瑞秋 · 加拿大（CAN）                              |
| 女子單打（詳細） | 张蓓雯 · 美国（USA）                        | 珍妮·蓋 · 美国（USA）                          | 塔希玛拉·奥罗佩萨 · 古巴（CUB）                     |
| 男子雙打（詳細） | 加拿大（CAN） · 董星宇 · 矢仓尼尔           | 巴西（BRA） · 法布里西奥·法里亚斯 · Davi Silva | 独立运动员（EAI） · 阿尼巴尔·马罗金 · 乔纳森·索利斯 |
| 男子雙打（詳細） | 加拿大（CAN） · 董星宇 · 矢仓尼尔           | 巴西（BRA） · 法布里西奥·法里亚斯 · Davi Silva | 墨西哥（MEX） · 约布·卡斯蒂略 · 路易斯·蒙托亚       |
| 女子雙打（詳細） | 加拿大（CAN） · 蔡卓如 · 吳宛菱             | 美国（USA） · 許忻霏 · 許怡霏                  | 墨西哥（MEX） · Romina Fregoso · Miriam Rodríguez   |
| 女子雙打（詳細） | 加拿大（CAN） · 蔡卓如 · 吳宛菱             | 美国（USA） · 許忻霏 · 許怡霏                  | 巴西（BRA） · Sania Lima · Juliana Vieira           |
| 混合雙打（詳細） | 加拿大（CAN） · 泰·亞歷山大·林德曼 · 吳宛菱 | 美国（USA） · 邱愷翔 · 珍妮·蓋                 | 巴西（BRA） · Davi Silva · Sania Lima               |
| 混合雙打（詳細） | 加拿大（CAN） · 泰·亞歷山大·林德曼 · 吳宛菱 | 美国（USA） · 邱愷翔 · 珍妮·蓋                 | 秘鲁（PER） · 何塞·格瓦拉 · 伊内斯·卡斯蒂略         |

## 外部連結
- 官方成绩册（页面存档备份，存于）